# Asau
Asau is een dorpskern in Tuvalu. Het is het een na grootste dorp in Tuvalu en het heeft een inwonertal van 650 (census van 2009). Asau is gelegen op het eiland Vaitupu. Asau vormt samen met de dorpskern Tumaseu één geheel.
Er is een kerk, een postkantoor en een basisschool. Op twee kilometer afstand van Asau en Tumaseu ligt een middelbare school (Motufoua Secondary School), en op 1 kilometer afstand een klein ziekenhuisje.
In de buurt van Asau en Tumaseu zijn ook nog een werf en een haven.
Asau is te bereiken per schip van de overheid, die op onregelmatige tijden vanuit Funafuti vertrekt, of met een particuliere veerboot.